# Supercupa Moldovei 2004
La Supercupa Moldovei 2004 è stata la 2ª edizione della Supercoppa moldava.
La partita si è disputata a Tiraspol allo stadio Sheriff Stadium tra il Zimbru Chișinău, vincitore della coppa e lo Sheriff Tiraspol, vincitore del campionato.
A conquistare il trofeo è stato lo Sheriff Tiraspol per 1-0. Per la squadra di Tiraspol è il secondo titolo.

## Tabellino
| Arbitro: | Vitalie Onică |

|  |           |            |
|  | Marcatori | 68’ Blanco |

| Zimbru Chișinău | Sheriff Tiraspol |

### Formazioni
|                    |    |                       |  |     |
|                    |    |                       |  |     |
| POR                |    | Ionut Irimia          |  |     |
| DIF                | 4  | Simeon Bulgaru        |  |     |
| DIF                |    | Aleksander Cheltuială |  |     |
| DIF                | 15 | Andrian Cucovei       |  | 26’ |
| DIF                | 18 | Daniel Bălaşa         |  |     |
| CEN                | 14 | Andrei Burcovschi     |  |     |
| CEN                | 7  | Maksim Franţuz        |  |     |
| CEN                | 20 | Jeven Boicenco        |  |     |
| CEN                |    | Octavian Bucătaru     |  | 79’ |
| CEN                |    | Dinu Caras            |  |     |
| ATT                | 17 | Serhij Pisnic         |  | 76’ |
| A disposizione:    |    |                       |  |     |
| POR                |    | Daniel Stanciu        |  |     |
| DIF                |    | Petru Racu            |  |     |
| DIF                |    | Vadim Cravcescu       |  |     |
| CEN                |    | Denis Zmeu            |  |     |
| CEN                |    | Jeven Cebotaru        |  | 79’ |
| ATT                | 25 | Yuri Livandovschi     |  | 76’ |
| Allenatore:        |    |                       |  |     |
| Gheorghe Niculescu |    |                       |  |     |

|                 |    |                         |  |     |
|                 |    |                         |  |     |
| POR             | 1  | Serghei Pașcenco        |  |     |
| DIF             | 4  | Yurie Priganiuc         |  | 17’ |
| DIF             | 5  | Vazha Tarkhnishvili (C) |  |     |
| DIF             | 22 | Florent Lăcustă         |  |     |
| CEN             | 3  | Oleh Humenyuk           |  |     |
| CEN             | 6  | George Florescu         |  |     |
| CEN             | 17 | Teimuraz Burnadze       |  | 46’ |
| CEN             | 10 | Jeven Şiman             |  | 46’ |
| CEN             |    | Viktor Barîşev          |  |     |
| CEN             | 20 | Răzvan Cociș            |  | 80’ |
| ATT             | 11 | Oleksandr Bîcicov       |  | 87’ |
| A disposizione: |    |                         |  |     |
| POR             |    | Stanislav Namașco       |  |     |
| DIF             |    | Joari dos Santos        |  |     |
| CEN             |    | Andrei Secrieru         |  |     |
| CEN             |    | Alberto Blanco          |  | 46’ |
| CEN             | 18 | Alexandru Suvorov       |  |     |
| ATT             |    | Serhij Kuznecov         |  |     |
| ATT             |    | Serghei Alexeev         |  | 87’ |
| Allenatore:     |    |                         |  |     |
| Leanid Kučuk    |    |                         |  |     |